# Cuisine afghane

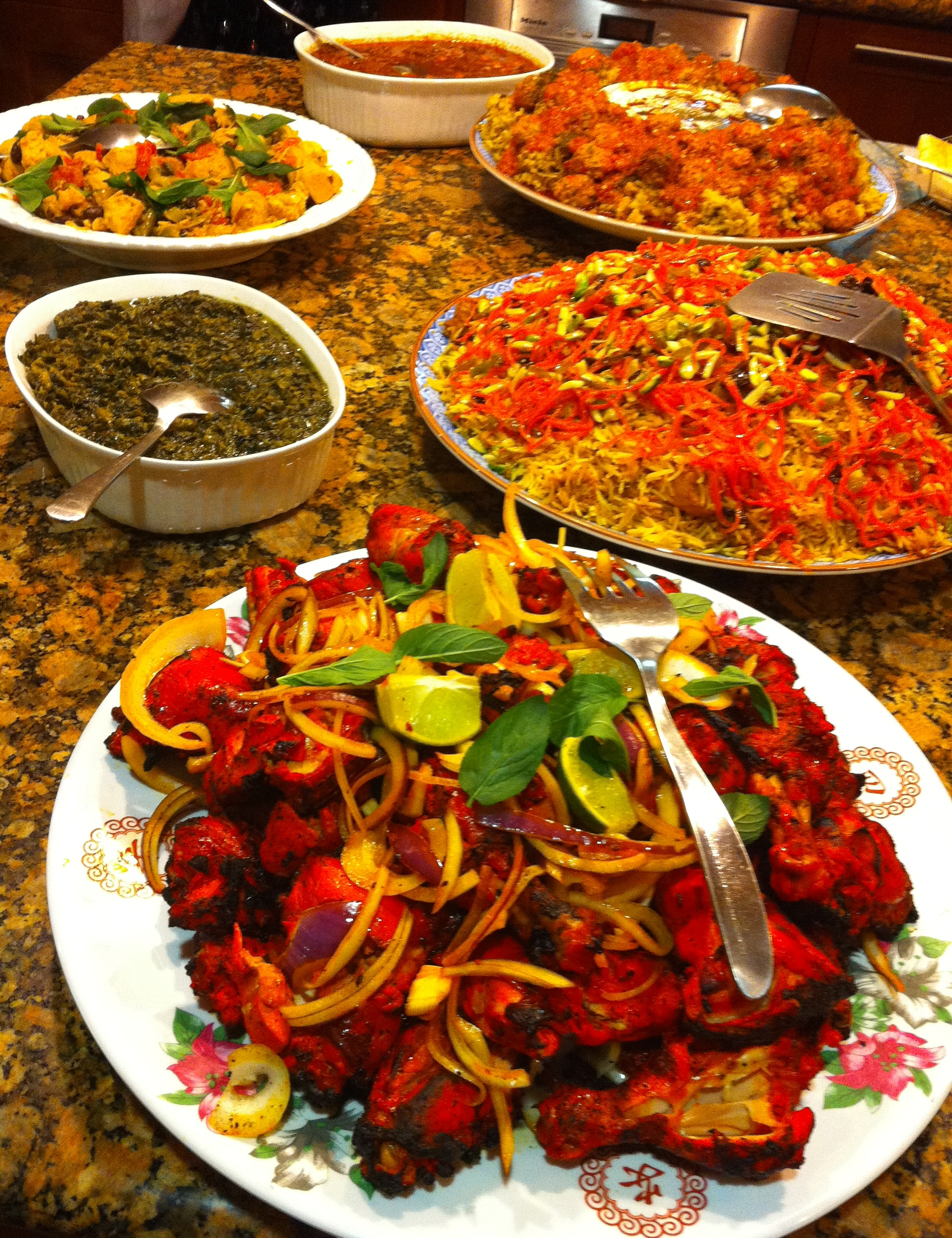
Table afghane.

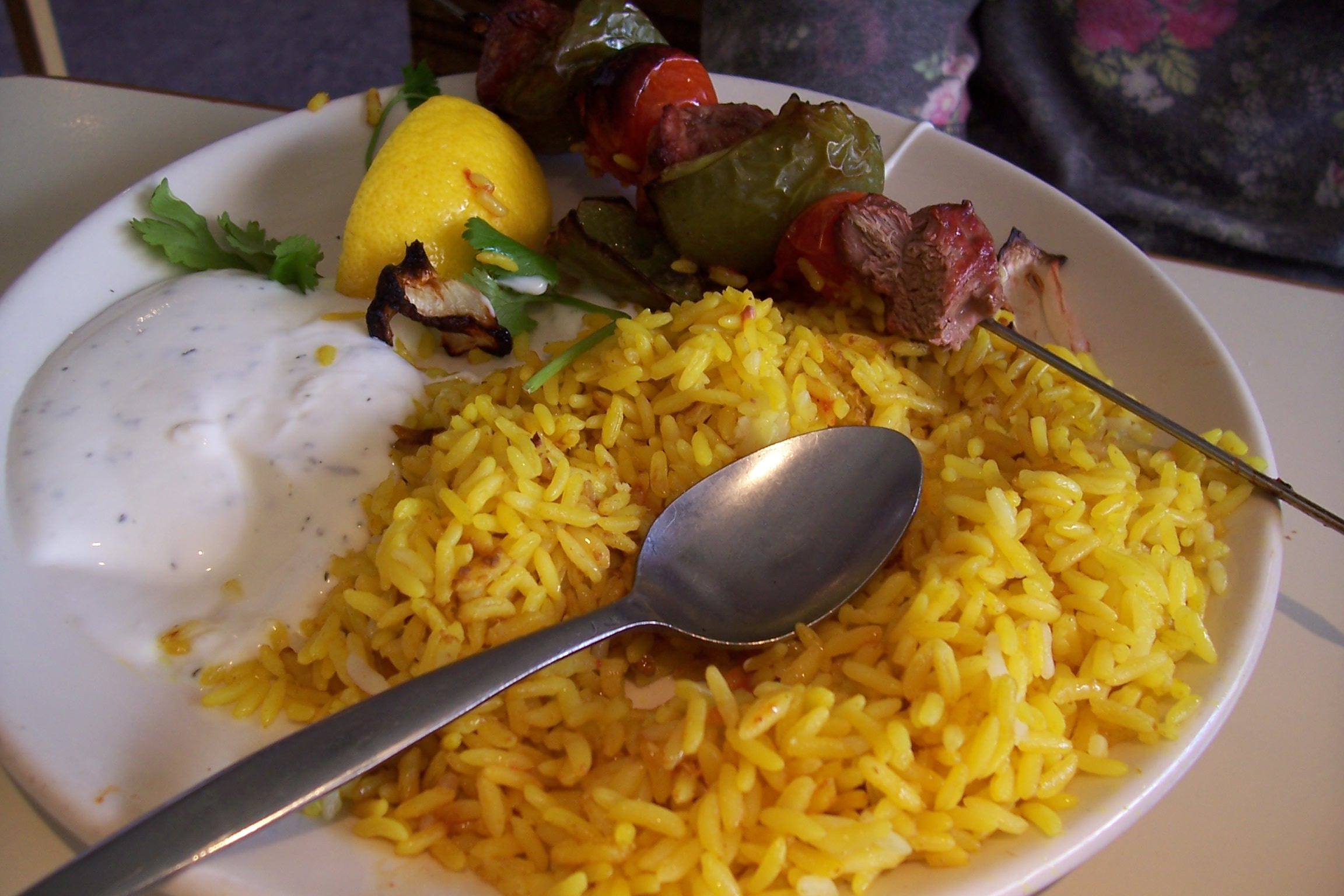
Brochette d'agneau et riz au safran.

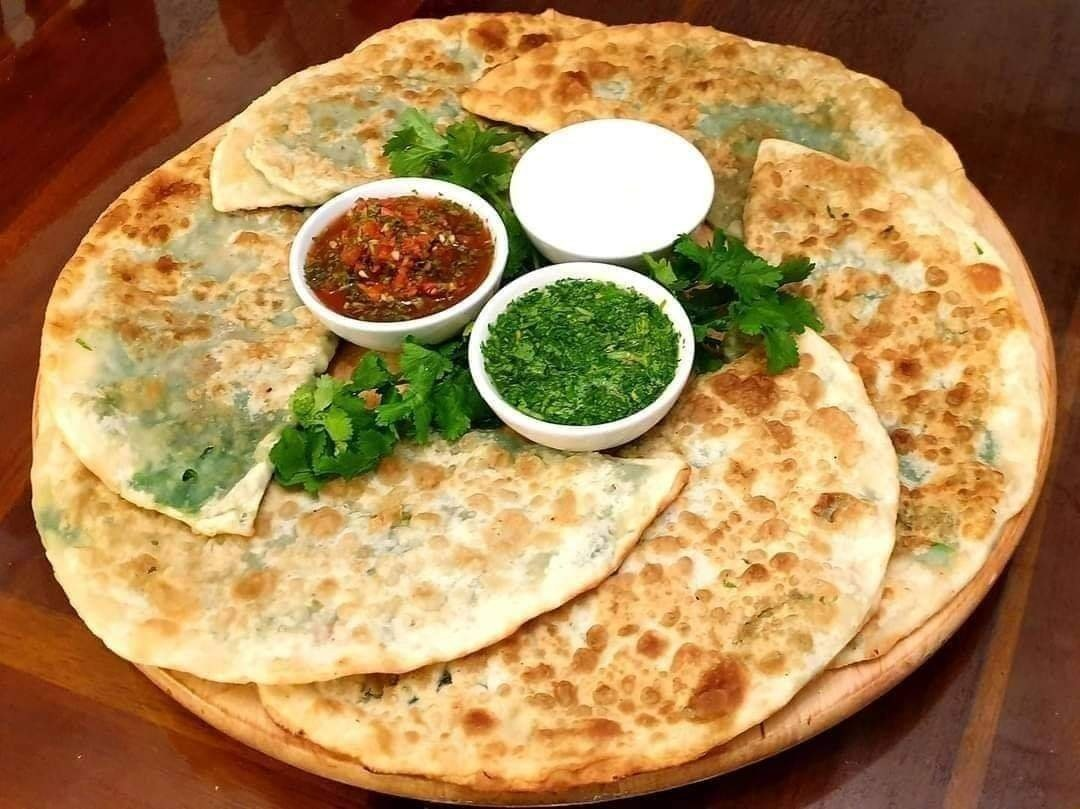
Un bolani, pain plat farci.

La cuisine afghane est à base de légumineuses (pois chiches, lentilles, haricots rouges), de céréales (principalement, le riz, mais aussi le blé, le maïs et l'orge) et de viande (principalement l'agneau et le bœuf). Ces aliments de base sont accompagnés de produits laitiers (yogourt, lactosérum), de noix, de légumes et de fruits frais ou séchés.
L'Afghanistan est un pays rude, où les hivers sont longs et rigoureux et les étés brûlants ; chaque produit est sublimé, rien ne se perd. À chaque événement social correspond un plat adapté. La symbolique religieuse se mêle à de vieilles coutumes païennes, tels les repas marquant le passage des saisons.
« Il y a un plat que l’on appelle qrouti, simple, paysan. C’est un morceau de pain sur lequel on met du qrout, c’est-à-dire du fromage séché, de l’oignon et de la menthe sèche, l'on déguste. C’est un plat très simple, cela se prépare en deux minutes, mais c’est vraiment l’odeur de l’Afghanistan, un esprit paysan et montagnard, rude et en même temps il y a une certaine douceur, pour moi c’est le plat le plus réaliste d’Afghanistan. » (Atiq Rahimi, romancier franco-afghan, lauréat du prix Goncourt en 2008.)